# Quốc hội Liên bang Myanmar
Quốc hội Liên bang Myanmar (tiếng Miến Điện: ပြည်ထောင်စု လွှတ်တော် [pjìdàʊɰ̃zṵ l̥ʊʔtɔ̀]) là cơ quan lập pháp lưỡng viện de jure của Myanmar theo Hiến pháp Myanmar năm 2008. Quốc hội Liên bang gồm hai viện: Viện Dân tộc có 224 nghị sĩ và Viện Nhân dân có 440 nghị sĩ. Cả hai viện đều có quyền lực ngang nhau trong việc đệ trình, xem xét, sửa đổi và thông qua luật.
Trụ sở Quốc hội Liên bang là một tòa nhà 31 tầng tại Naypyidaw. Số tầng được cho là tượng trưng cho 31 cõi theo vũ trụ học Phật giáo.
Sau cuộc đảo chính ngày 1 tháng 2 năm 2021, Quốc hội Liên bang bị Quyền Tổng thống Myint Swe giải tán. Ông tuyên bố tình trạng khẩn cấp với thời hạn một năm và chuyển giao quyền lập pháp cho Tổng tư lệnh Dịch vụ Phòng vệ Min Aung Hlaing.

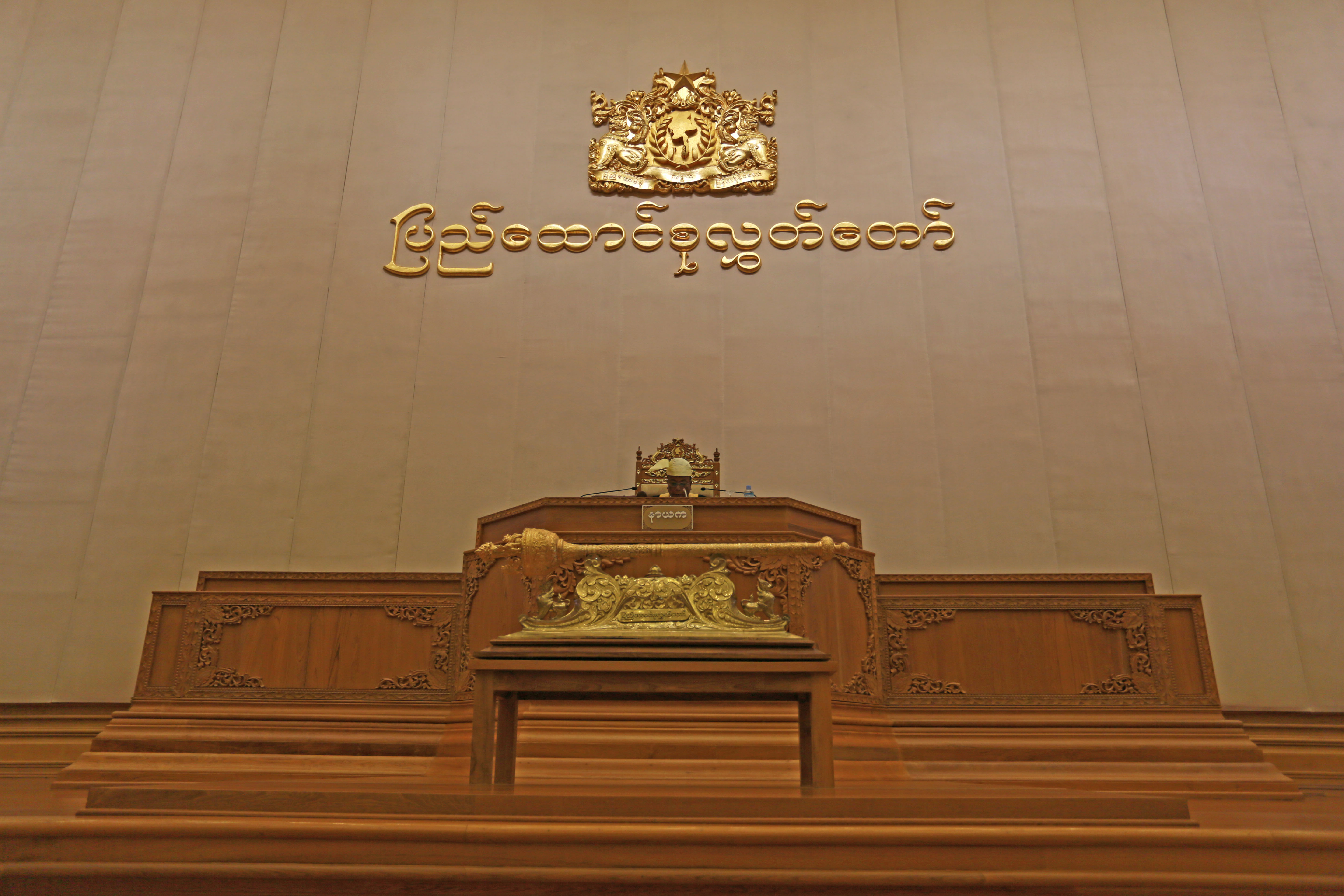
Chủ tịch Quốc hội Liên bang Khin Aung Myint chủ trì một phiên họp

## Lịch sử

### Thời kỳ phong kiến
Trong lịch sử, Hluttaw (tiếng Miến Điện: လွှတ်တော် [l̥ʊʔtɔ̀]) là một hội đồng đại thần của triều đình Miến Điện. Hluttaw đầu tiên được Vua Htilominlo (trị vì 1211–1235) của triều Pagan thành lập để quản lý việc triều chính.
Trong triều Konbaung, hluttaw là chính phủ của Miến Điện, được chia thành ba nhánh tài chính, hành pháp và tư pháp. Byedaik (ဗြဲတိုက်) (có chức năng tương tự viện cơ mật) quản lý công việc nội bộ của triều đình, trong khi Hluttaw quản lý nhà nước. Theo truyền thống, Hluttaw cũng có nhiệm vụ lựa chọn trữ quân trong trường hợp nhà vua không lựa chọn người kế vị.
Hluttaw của triều Konbaung họp 6 tiếng mỗi ngày, từ 6 giờ sáng đến 9 giờ sáng và từ trưa đến 3 giờ chiều, có sự tham dự của các đại thần (မင်းကြီး, Mingyi), đại thần tam phẩm (ဝန်ထောက်, Wundauk), các thư ký trưởng (စာရေးကြီး, Sayegyi) và các đại thần nội vụ (အတွင်းဝန်, Atwin Wun). Đại thần nội vụ có quyền tham dự Byedaik. Theo truyền thống, nhà vua bổ nhiệm bốn đại thần, bốn đại thần nội vụ và bốn quan lại.

### Miến Điện thuộc Anh
Sau khi Cải cách Montagu–Chelmsford được ban hành, Hội đồng Lập pháp Miến Điện được thành lập vào ngày 2 tháng 1 năm 1923, gồm 103 nghị sĩ, với 80 nghị sĩ được bầu trực tiếp.
Luật Chính phủ Miến Điện 1935 thành lập Nghị viện Miến Điện gồm hai viện: Thượng viện gồm 36 thượng nghị sĩ, Hạ viện gồm 132 hạ nghị sĩ.

### Liên bang Miến Điện
Từ năm 1947 đến năm 1962, cơ quan lập pháp của Miến Điện là Nghị viện Liên bang, gồm hai viện: Viện Dân tộc có 125 nghị sĩ và Viện Nhân dân có 250 nghị sĩ. Số lượng nghị sĩ của mỗi viện này được xác định theo quy mô dân số của các khu vực bầu cử tương ứng.

### Cộng hòa xã hội chủ nghĩa liên bang Burma
Từ năm 1962 đến năm 1974, Myanmar không có Quốc hội mà do Hội đồng Cách mạng Liên bang cai trị.
Từ năm 1974 đến năm 1988, cơ quan lập pháp của Miến Điện là Nghị viện Nhân dân gồm một viện, chịu sự chi phối của Đảng Cương lĩnh Xã hội chủ nghĩa Miến Điện. Nhiệm kỳ của mỗi khóa Nghị viện Nhân dân là bốn năm.

### Liên bang Myanmar
Từ năm 1988 đến năm 2011, Myanmar không có Quốc hội mà do Hội đồng Hòa bình và Phát triển Liên bang cai trị.
Quốc hội Liên bang là cơ quan lưỡng viện gồm Viện Nhân dân (Pyithu Hluttaw) có 440 nghị sĩ và Viện Dân tộc (Ayotha Hluttaw) có 224 nghị sĩ. 75% số nghị sĩ mỗi viện được bầu trực tiếp, trong khi 25% số nghị sĩ là quân nhân do Tổng tư lệnh Tatmadaw bổ nhiệm. Cơ cấu tổ chức này tương tự như mô hình Trật tự mới của Indonesia, đảm bảo ảnh hưởng của quân đội trong quốc hội.

## Cơ cấu tổ chức

### Viện Dân tộc
Viện Dân tộc là thượng viện của Quốc hội Liên bang, gồm 224 nghị sĩ. 168 ghế được bầu trực tiếp từ các bang và vùng của Myanmar, mỗi vùng hoặc bang được phân bổ 12 nghị sĩ, trong khi 56 nghị sĩ là quân nhân do Tổng tư lệnh Dịch vụ Phòng vệ bổ nhiệm.

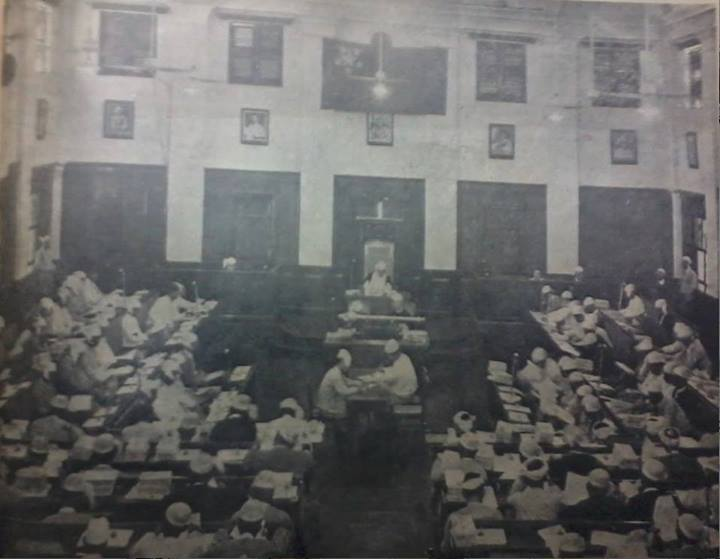
Viện Nhân dân của Miến Điện sau độc lập

### Viện Nhân dân
Viện Nhân dân là hạ viện của Quốc hội Liên bang, gồm 440 nghị sĩ. 330 nghị sĩ được bầu trực tiếp từ các thị trấn, 110 nghị sĩ là quân nhân do Tổng tư lệnh Dịch vụ Phòng vệ bổ nhiệm.

## Nhiệm kỳ
Nhiệm kỳ của mỗi khóa Quốc hội Liên bang là năm năm. Một nghị sĩ được bổ nhiệm làm bộ trưởng phải thôi chức nghị sĩ. Trong trường hợp khuyết nghị sĩ thì Ủy ban bầu cử liên bang tổ chức bầu cử bổ khuyết.

### Bầu cử
Bầu cử ở Myanmar được tổ chức theo nguyên tắc phổ thông đầu phiếu và bỏ phiếu kín. Công dân Myanmar đủ 18 tuổi trở lên đã đăng ký cử tri tại một khu vực bầu cử có quyền bầu cử, ngoại trừ các thành viên dòng tu (bao gồm các tu sĩ Tăng đoàn), tù nhân, người mất trí và người mắc nợ. Việc bỏ phiếu không bắt buộc. Bầu cử Quốc hội Liên bang áp dụng hệ thống đầu phiếu đa số tương đối, ứng cử viên nào nhận được số phiếu bầu cao nhất thì trúng cử.

## Nhiệm vụ và quyền hạn
Quốc hội Liên bang có những nhiệm vụ và quyền hạn sau đây:
- Làm luật về những vấn đề, lĩnh vực thuộc thẩm quyền liên bang;
- Phê chuẩn điều ước quốc tế;
- Phê chuẩn đề nghị bổ nhiệm tổng chưởng lý liên bang và tổng kiểm toán liên bang;
- Quyết định dự toán ngân sách nhà nước;
- Phê chuẩn đề nghị bổ nhiệm chánh án, thẩm phán Toà án tối cao liên bang và thẩm phán Toà án Hiến pháp liên bang;
- Luận tội, bãi nhiệm tổng thống và phó tổng thống;
- Quyết định thành lập, bãi bỏ bộ;
- Quyết định số lượng bộ trưởng.